# یوپی‌سی سوئیس
یوپی‌سی سوئیس (آلمانی: UPC Schweiz) شرکت مخابرات سوئیسی است، که در سال ۱۹۹۴ تأسیس شد.